# Bo G. Malmström
Bo G. Malmström, född 11 maj 1927 i Högalids församling, Stockholm, död 9 februari 2000 i Älvsborgs församling, Göteborg, var en svensk biokemist. Han var professor i biokemi vid Göteborgs universitet 1963-1993.
Malmström disputerade 1956 vid Uppsala universitet.
Malmström invaldes 1970 som ledamot av Kungliga Vetenskapsakademien. Han satt i nobelkommittén för kemi 1972–1988 och var dess ordförande 1977–1988.
Malmström gifte sig år 1952 med Betty Hallberg (1928–2019), de fick tillsammans två barn vid namn Barbro och Jan.
Bo G. Malmström är begravd på Västra kyrkogården i Göteborg.

## Priser och utmärkelser
- Sixten Heymans pris 1989